# Quadriglia degli Stati
La quadriglia degli Stati è un termine popolare utilizzato per descrivere il costante spostamento di alleanze tra le Grandi Potenze europee nel XVIII secolo. L'obiettivo ultimo era quello di mantenere bilanciato il potere in Europa, e di contrastare alleanze troppo forti. Essa deve il nome alla quadriglia, una danza nella quale i partecipanti costantemente cambiano il partner.
Il più noto di questi esempi fu nel 1756 quando la Gran Bretagna e l'Austria abbandonarono la loro lunga Alleanza anglo-austriaca e formarono invece delle alleanze coi loro precedenti nemici, Prussia e Francia rispettivamente, in quella che divenne nota col nome di Rivoluzione diplomatica.

## Sfondo storico
Lo spostamento di alleanze è da sempre un fattore che contraddistingue la politica europea nella storia. Solitamente questo accadeva in risposta ad altri spostamenti di alleanze di potenze o alla firma di trattati. Durante il XVI ed il XVII secolo gran parte dell'enfasi della politica europea era concentrata sul ridurre il potere della Spagna.
Nella seconda metà del XVII secolo essa venne rimpiazzata dallo strapotere della Francia. Un gran numero di coalizioni europee si formarono e culminarono nella guerra di successione spagnola dal 1702 al 1713.

## La quadriglia

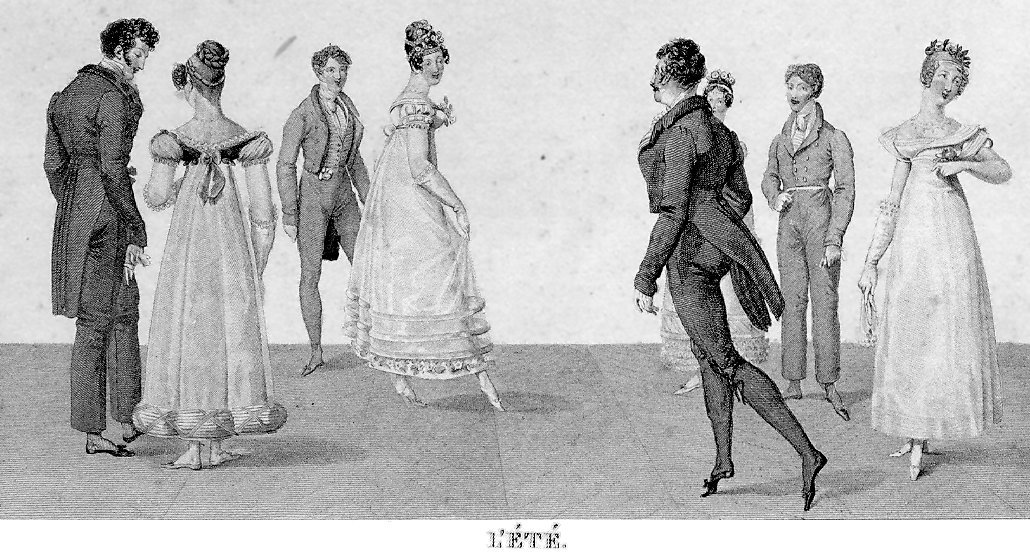
La quadriglia era una danza popolare nel XVIII secolo. Il suo nome viene dato al fenomeno storico perché le Grandi Potenze europee nel Settecento cambiarono spesso partner nelle alleanze proprio come nella celebre danza.

Negli anni immediatamente successivi alla guerra Gran Bretagna e Francia, considerandosi i capi delle due coalizioni negli scontri, formarono l'Alleanza anglo-francese riconoscendo si un ruolo reciproco di rilievo. Negli anni che seguirono, le due potenze cercarono di schiacciare una possibile resurrezione della potenza spagnola (formalmente alleato francese) nella guerra della Quadruplice Alleanza. La Spagna vide l'occasione per firmare un'alleanza con l'Austria ottenendola nel 1725.
Dal 1731 Gran Bretagna e Francia si trovavano ormai su poli opposti. Un'iniziativa diplomatica con l'Austria era stata iniziata dal governo britannico, ed era stata ormai creata una nuova Alleanza anglo-austriaca. La Spagna ritirò la sua amicizia con l'Austria e si alleò ancora una volta con la Francia.
Già dal 1733, ad ogni modo, l'Alleanza anglo-austriaca sembrava compromessa dal momento che gli inglesi non avevano saputo assistere gli austriaci nella guerra di successione polacca. L'Austria si era dovuta rivolgere alla Russia per ottenere l'assistenza desiderata, e venne forzata a fare forti concessioni alla Francia nel trattato di pace del 1738. La Gran Bretagna si rese conto che questo fallimento aveva permesso alla Francia di rafforzare la propria potenza oltre ogni limite.

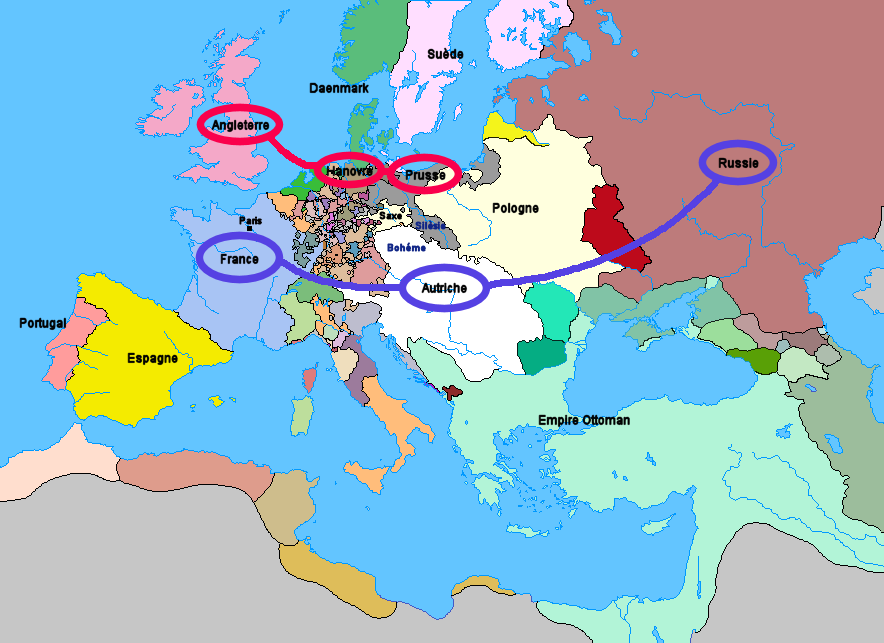
La quadriglia degli Stati raggiunse il suo culmine nel 1756, quando molte alleanze nuove vennero sottoscritte come conseguenza della Rivoluzione diplomatica.

Nel 1740 la Prussia, potenza emergente in Europa, attaccò l'Austria. Gran Bretagna e Francia vennero presto coinvolte nella guerra. Essa si concluse nel 1748, ma l'Austria aveva perso molto nello scontro, motivo per cui la Gran Bretagna cercò di trovare nuovi alleati.
Nel 1756 l'Austria fece ciò che era considerato impensabile da molti, ed abbandonò i legami con gli inglesi per una nuova alleanza con la Francia. Temendo che tale fatto avrebbe debilitato il bilanciamento del potere europeo ed avrebbe portato ad una nuova alleanza con la Francia, la Gran Bretagna firmò un'alleanza con la Prussia nella Convenzione di Westminster, nella speranza che questo avrebbe prevenuto ulteriori scontri

## Il declino
Il concetto di quadriglia degli Stati iniziò a venire meno nella seconda metà del Settecento, quando Gran Bretagna e Francia divennero le potenze dominanti d'Europa. Il fallimento nel prevenire la guerra dei sette anni, nella quale morirono più di un milione di persone, fu uno dei punti principali di fallimento della quadriglia di alleanze. Gli Stati iniziarono a cercare alleanze tra loro più stabili e durature, come nel caso della Francia con la Spagna (entrambe rette dalla casa reale dei Borbone) che furono in grado di sconfiggere la Gran Bretagna nella guerra d'indipendenza americana, appoggiando i coloni americani.
Dopo le guerre napoleoniche, venne creato il concetto di concerto d'Europa al fine di istituire un tavolo di discussioni piuttosto che creare un gioco di alleanze in continuo movimento, il che però portò alla creazione di guerre ancor più devastanti.